# Hieracium cleistogamum
Hieracium cleistogamum es una especie de planta con flor del género Hieracium, de la familia Asteraceae, orden Asterales.

## Distribución
Hieracium cleistogamum se distribuye por Noruega.

## Taxonomía
Fue descrita científicamente por Dahlst. Fue publicada en Svensk Bot. Tidskr. 1: 303 (1907).